# Colwood
Colwood – wieś w Anglii, w hrabstwie West Sussex. Leży 44 km na północny wschód od miasta Chichester i 57 km na południe od Londynu.